# Fred W. Leslie
Pour les articles homonymes, voir Leslie.
Frederick Weldon Leslie est un astronaute américain né le 19 décembre 1951 à Ancón au Panama.

## Vols réalisés
Il réalise un unique vol (STS-73) le 20 octobre 1995, au cours duquel il réalise plusieurs expériences scientifiques concernant notamment la science des matériaux, la biotechnologie et la combustion.